# Jacques-Henry Bornecque
Jacques-Henry Bornecque, né à Lille le 15 décembre 1910, mort au Blanc le 11 octobre 1995, est un universitaire français.

## Biographie
Spécialiste de la littérature de la fin du XIXe siècle et du début du XXe siècle, et de la littérature de surnaturel, Jacques-Henry Bornecque a enseigné à la Faculté des Lettres de l’Université de Caen puis à l’université de Villetaneuse. Il est l'auteur de préfaces d’innombrables éditions des œuvres d’Alphonse Daudet, de Barbey d'Aurevilly et de Villiers de L'Isle-Adam.

## Ouvrages
- Les Années d'apprentissage d'Alphonse Daudet (1951), tirée de sa thèse de doctorat
- La France et sa littérature : Guide complet dans le cadre de la civilisation mondiale (1958), éd. A. Desvignes
  - volume I.  Des origines à 1715
  - volume II. De 1715 à nos jours (896 p.)
- Verlaine par lui-même, Collections Microcosme/Écrivains de Toujours (1966)
- Lumières sur les Fêtes galantes de Paul Verlaine (1969), éd. Nizet
- (en coll. avec Françoise Lecaplain) Paysages extérieurs et monde intérieur dans l’œuvre de Barbey d'Aurevilly (1968)
- Villiers de L'Isle-Adam Créateur et visionnaire (1974), éd. Nizet
- Un autre Proust (1976), éd. Nizet
- Pierre Benoit le magicien (1986), éd. Albin Michel  (ISBN 9782226026637)

## Distinctions
De l'Académie française
- 1949 : Prix Paul Flat pour l'Édition critique du Petit Chose, d'Alphonse Daudet
- 1952 : Prix Bordin pour Les années d’apprentissage d'Alphonse Daudet
- 1958 : Prix Louis Barthou pour l'ensemble de son œuvre
- 1958 : Prix Broquette-Gonin (littérature) pour La France et sa littérature
- 1966 : Prix du rayonnement de la langue et de la littérature françaises
- 1977 : Prix Henri Mondor pour l'ensemble de ses travaux sur Stéphane Mallarmé
- 1986 : Prix Pierre Benoit pour Pierre Benoît, le magicien